# Auguste-Jacques Hurtu
Jacques Hurtu dit Auguste Hurtu, né le 13 octobre 1835 à Hayange (Moselle) et mort le 28 mars 1898 à Albert (Somme), est un industriel français. 
Il est le fils de Nicolas Hurtu, serrurier et de Catherine Ballus. Arrivé à Paris en 1854, il travaille comme mécanicien puis comme chef d'atelier jusqu'en 1864. Il épouse Adèle, Marie Guillemot (1850-1936) à Provins le 22 mai 1877. 

## Biographie

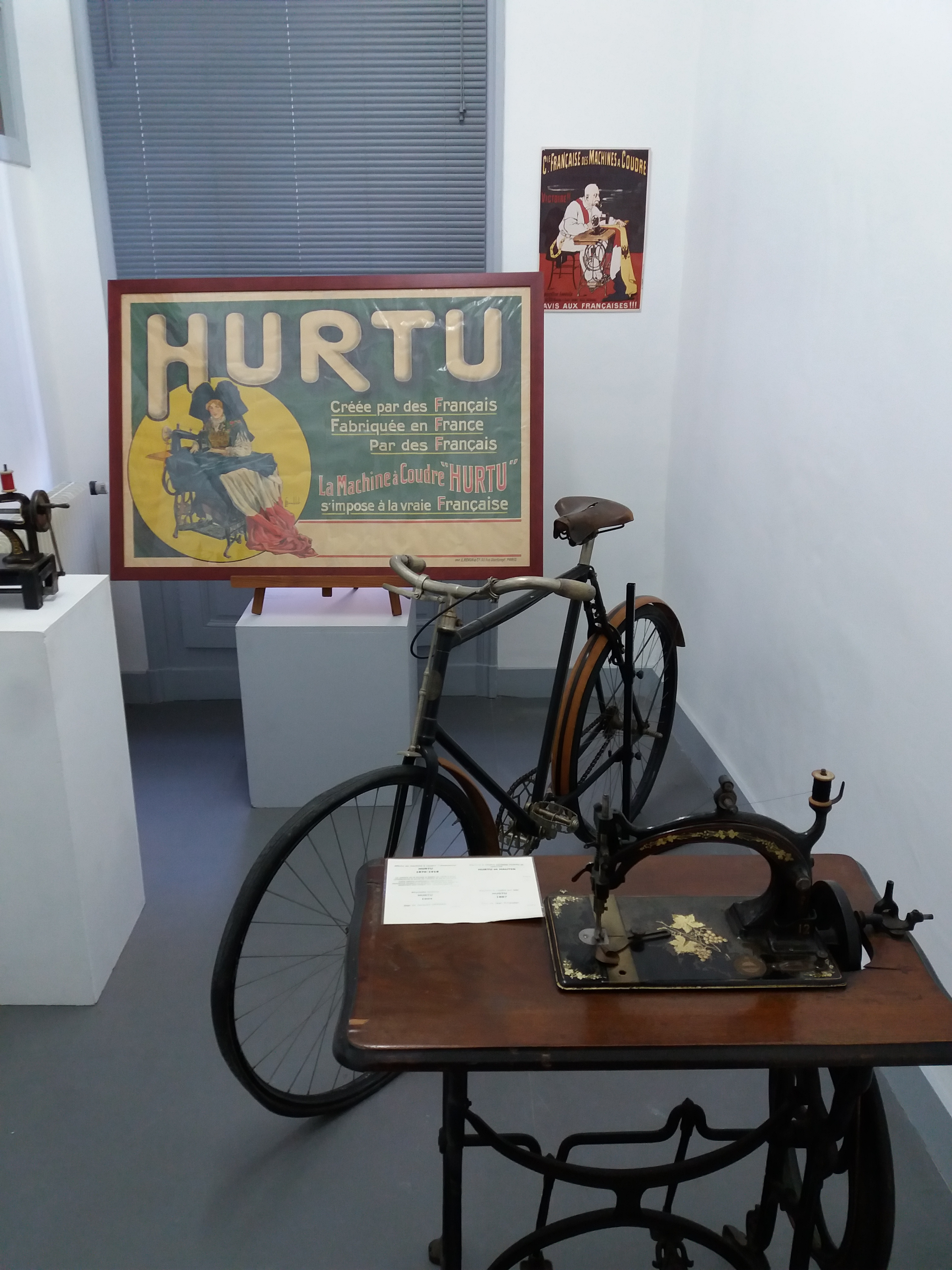
Affiche Hurtu au musée Barthélemy Thimonnier à Amplepuis

Mécanicien, il 'établit en 1864 pour exploiter son premier brevet et fonde en 1866 avec son frère François-Nicolas et Victor-Joseph Hautin l'établissement Hurtu et Hautin qui fabrique des machines à coudre. Il dépose alors divers brevets d'amélioration des appareils. En 1880, il s'associe à Diligeon et développe les entreprises vers la construction de bicyclettes puis en 1896 se lance dans l'automobile. 
Pour Amédée Bollée, il crée des voiturettes et des moteurs puis invente ses propres moteurs pour sa propre marque. 
En 1894, Hurtu et Hautin ont deux usines : à Paris (54 rue Saint-Maur) où se trouve le siège social et à Albert où, en plus des ateliers de construction mécanique, ils ont une fonderie de fonte moulée, d'acier coulé et de bronze. Les entreprises Hurtu, établies à Neuilly, Rueil et Albert, ferment leurs portes en 1929. 
Jules Verne l'associe à Dietrich dans le chapitre IV de son roman Maître du monde mais écrit par erreur « Hurter ».
Le numéro 449 de la revue Le Panthéon de l'industrie du 18 novembre 1883 lui est consacré.
Il est conseiller municipal d'Albert en 1894.
Jacques Hurtu est inhumé le 31 mars 1898 au cimetière du Père-Lachaise à Paris.

## Brevets
Jacques Hurtu dépose des brevets dans différents domaines :
- Brevet US 98064A Sewing Machine / Machine à coudre, 1869
- Brevet US 189599A Shoe Sewing Machine / Machine à coudre les chaussures, 1877
- Brevet CH 817A Système perfectionné de métier circulaire à tisser les étoffes, 1889
- Brevet US 258761A Sewing Machine / Machine à coudre, 1882

## Distinctions
- Chevalier de la Légion d'honneur (1894)